# Hydriomena bistriolata
Hydriomena bistriolata là một loài bướm đêm trong họ Geometridae.